# Михайло Драгоманов (монета)
«Миха́йло Драгома́нов» — ювілейна монета номіналом 2 гривні, яку випустив Національний банк України, присвячена 160-річчю з дня народження видатного українського політичного діяча, вченого-історика, літературознавця та етнографа Михайла Петровича Драгоманова (18. 09. 1841 — 20. 06. 1895 роки), який народився у Гадячі на Полтавщині.
Монету введено в обіг 26 вересня 2001 року. Вона належить до серії «Видатні особистості України».

## Опис монети та характеристики
| Номінал грн. | Метал      | Маса, г | Діаметр, мм | Якість виготовлення | Гурт     | Тираж, штук |
| ------------ | ---------- | ------- | ----------- | ------------------- | -------- | ----------- |
| 2            | нейзильбер | 12,8    | 31,0        | звичайна            | рифлений | 30 000      |

### Аверс
На аверсі монети у центрі в оточенні стилізованого рослинного орнаменту зобразили малий Державний Герб України, написи в чотири рядки: «УКРАЇНА», «2001», «2», «ГРИВНІ» та логотип Монетного двору Національного банку України.

### Реверс
На реверсі монети у колі зобразили Михайла Петровича Драгоманова, який сидить, спираючись на стіл з книжкою в руці, по колу — написи: «МИХАЙЛО ДРАГОМАНОВ», «1841-1895».

## Автори

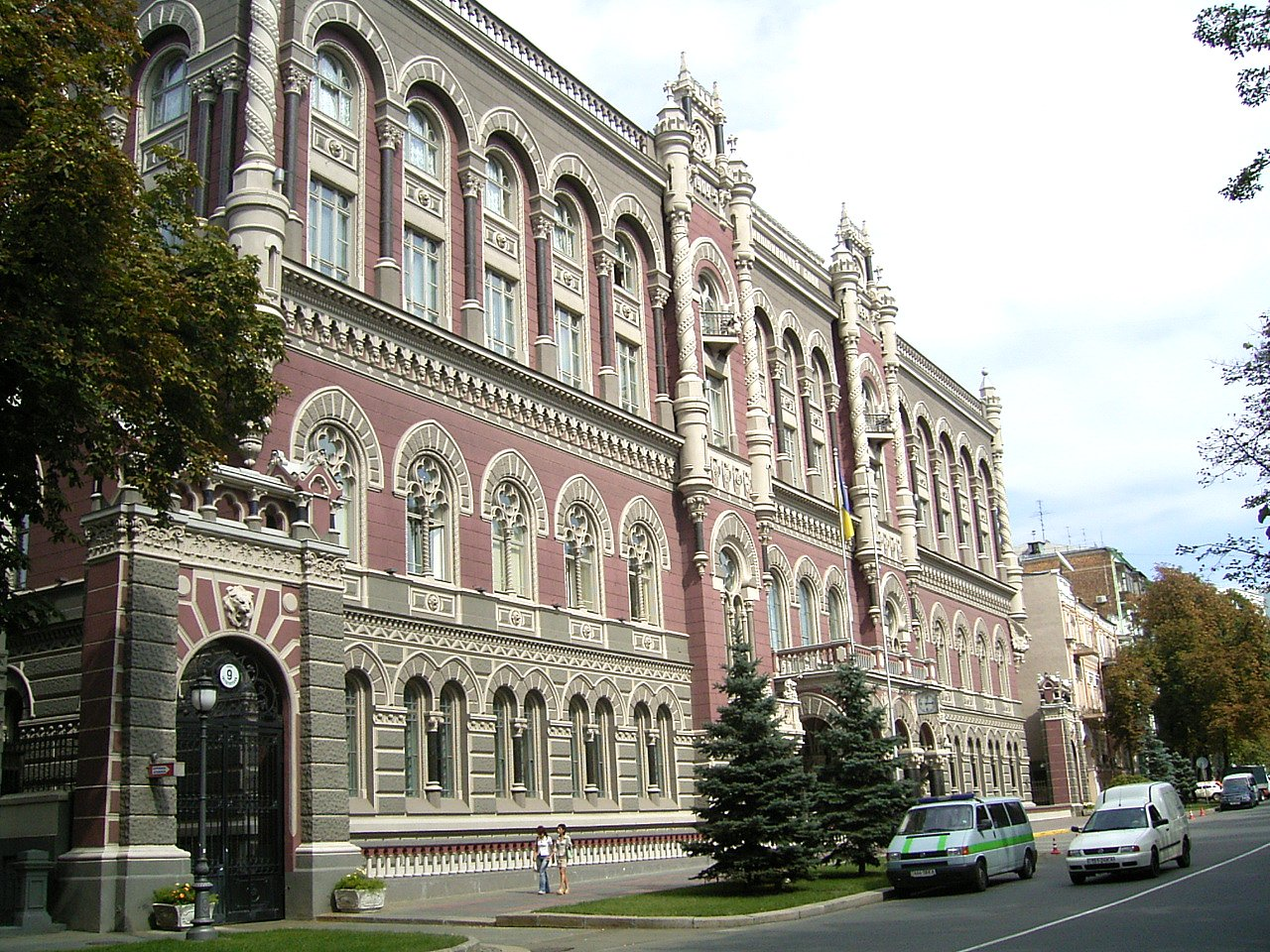
Будівля Національного банку України

- Художники: Івахненко Олександр, Скоблікова Юлія.
- Скульптори: Дем'яненко Володимир, Іваненко Святослав.

## Вартість монети
Під час введення монети в обіг 2001 року, Національний банк України розповсюджував монету через свої філії за номінальною вартістю — 2 гривні.
Фактична приблизна вартість монети з роками змінювалася так:
| Рік        | 2010 | 2011 | 2012 | 2013 | 2014 | 2015 | 2016 | 2017 | 2018 | 2019 | 2020 | 2021 | 2022 | 2023 | 2024 | 2025 |
| ---------- | ---- | ---- | ---- | ---- | ---- | ---- | ---- | ---- | ---- | ---- | ---- | ---- | ---- | ---- | ---- | ---- |
| Ціна, грн. | 40   | 45   | 50   | 80   | 130  | 150  | 170  | 250  | 250  | 250  | 230  | 250  | 250  | 260  | 440  | 450  |